# 泉州有轨电车
泉州有轨电车，全称泉州市现代有轨电车，是中华人民共和国福建省泉州市的有轨电车系统。

## 概述
2015年7月30日，泉州市城乡规划局召开泉州市综合交通规划、泉州市有轨电车专项规划内部讨论会,并于2016年2月18日成立泉州市现代有轨电车(一期)工程建设指挥部启动泉州市现代有轨电车工程项目。

泉州市现代有轨电车工程共规划6条线路，里程全长107.9km，其中一期工程由1号线与2号线组成。目前项目暂缓实施，待条件成熟后恢复。

## 历史

### 审批
- 2012年5月25日，《泉州市骨干公共交通系统发展研究（纲要稿）》获得专家组通过[2]
- 2012年6月6日，泉州市政府与北车唐车公司（现中车唐车公司）签订“海西绿色智能人文一体化交通产业项目”一揽子合作框架协议及合作意向书，其中包括建设2条现代有轨电车[3]
- 2015年7月30日，泉州市城乡规划局召开泉州市综合交通规划、泉州市有轨电车专项规划内部讨论会[1]
- 2016年2月18日，泉州市现代有轨电车(一期)工程建设指挥部成立，张永宁任该组组长[4]
- 2016年5月11日，市城乡规划局举行泉州市现代有轨电车（一期）工程车辆段基地选址论证会[5]
- 2016年9月1日，市交通集团发布该项目一期工程勘测招标公告[6]，10月10日，由上海市城市建设设计研究总院获得本次标的[7]
- 2016年10月19日，市交通集团委托江苏现代资产投资管理顾问有限公司进行一期工程PPP项目招标[8]
- 2016年11月22日，因合标联合体仅为1家，第一次招标宣布流标[9]。并于当日，启动第二次招标程序[10]
- 2016年11月25日，市国资委批准泉州市有轨电车投资发展有限责任公司机构人选，任命王加富（泉州交通集团所属）担任该公司董事长及法人代表、总经理[11]

- 2018年12月，因财政部PPP项目审批收紧，且泉州市内部意见分歧较大。泉州市政府决定暂缓实施该项目，并退出财政部PPP项目库。有轨电车相关建设资料由项目主管单位公交集团统一保管、封存。

### 运营
- 2016年11月11日，泉州市有轨电车投资发展有限责任公司成立。[12]

## 近期规划线路

### 1号线
泉州有轨电车1号线,又称T1线，是泉州市的第一条有轨电车线路。该线起于泉州火车站，终于后渚码头。全线长度25.32KM。设站28座，其中近期建设21座，远期建设7座。该线计划于2016年12月至2017年1月间开工建设，2018年10月建设完成。目前暂缓实施

### 2号线
泉州有轨电车2号线,又称T2线。该线起于新车站，终于石狮服装城/晋江机场。全线长度30.2km（含机场支线0.6km）。设站31座，其中近期建设25座，远期建设6座。该线计划于2016年12月至2017年1月间开工建设，2018年10月建设完成。目前暂缓实施